# Mont Lingjiu (Sichuan)
Le mont Lingjiu (chinois simplifié : 灵鹫山 ; chinois traditionnel : 靈鷲山 ; en pinyin : líng jiù shān ; littéralement : « mont de l'habile vautour ») fait partie de la cordillère du Qionglai dans la province chinoise du Sichuan.
Le plus haut sommet du mont Lingjiu est le Grand pic Enneigé (chinois : 大雪峰 ; pinyin : dà xuě fēng) qui culmine à 5 364 m d'altitude.

## Parc national du Grand pic Enneigé du mont Lingjiu
Le parc paysager du Grand pic Enneigé du mont Lingjiu (灵鹫山—大雪峰风景名胜区) a été décrété parc national en 1999. C'est l'un des sanctuaires des pandas géants du Sichuan.